# Винник, Юрий Михайлович
Юрий Михайлович Винник (1923—1995) — капитан Рабоче-крестьянской Красной Армии, участник Великой Отечественной войны, Герой Советского Союза (1944).

## Биография
Юрий Винник родился 10 мая 1923 года в Армавире (Кубано-Черноморская область. РСФСР, ныне — в Краснодарском крае России) в семье служащего. Окончил среднюю школу, после чего поступил на учёбу в институт пищевой промышленности в Краснодаре. В июле 1941 года призван на службу в РККА и направлен на учёбу в Сумское артиллерийское училище. Начало Великой Отечественной войны встретил, курсантом. Участвовал в боях под Ворожбой и Белопольем. В декабре 1941 года Винник вернулся к учёбе в училище, которое было эвакуировано в Ачинск. В мае 1942 года окончил училище и в звании лейтенанта был отправлен на Западный фронт.
Первоначально Винник командовал огневым взводом, затем батареей . Участвовал в освобождении Смоленской области, Украинской и Белорусской ССР. В августе 1942 года на реке Угре батарея Винника отразила девять вражеских пехотных и танковых атак. В 1943 году Винник вступил в ВКП(б). К июлю 1944 года капитан Юрий Винник командовал батареей 973-го артиллерийского полка 160-й стрелковой дивизии 70-й армии 1-го Белорусского фронта. Отличился во время освобождения Брестской области и Бреста, форсирования Припяти и Западного Буга.
17 июля 1944 года в ходе форсирования Припяти в районе села Пески-Речицкие Ратновского района Волынской области Винник, подготовившись всего за одни сутки, произвёл разведку целей и метким огнём своей батареи уничтожил более 60 вражеских солдат и офицеров, 10 пулемётов, 2 противотанковых орудия, 4 наблюдательных пункта, 1 дзот, а также подавил огонь 2 вражеских батарей. 23 июля в ходе форсирования Западного Буга у местечка Кодень в Польше Винник одним из первых переправился на западный берег и принял активное участие в отражении 12 вражеских контратак. В боях на плацдарме батарея уничтожила 9 пулемётов и 3 противотанковых орудия, обеспечив продвижение советских войск на Брест. 28 июля батарея Винника прорвалась на окраину Бреста и, несмотря на массированный артиллерийский, миномётный и пулемётный огонь, проложил путь атакующей пехоте. В том бою батарея Винника отразила 4 контратаки, уничтожила 6 дзотов, 6 блиндажей, 7 пулемётов. В одной из рукопашных схваток Винник лично уничтожил 5 вражеских солдат.
Указом Президиума Верховного Совета СССР от 26 октября 1944 года за «мужество и героизм, проявленные в боях при форсировании реки Западный Буг и овладении городом Брестом» капитан Юрий Винник был удостоен высокого звания Героя Советского Союза с вручением ордена Ленина и медали «Золотая Звезда» за номером 3115.
Участвовал в освобождении Польши. В марте 1945 года под Данцигом Винник получил тяжёлое ранение и, получив инвалидность, он был уволен из армии. В 1951 году он окончил Московский государственный институт международных отношений, в 1961 году — Академию общественных наук при ЦК КПСС. Находился на преподавательской и дипломатической работе. В 1961 году защитил диссертацию на тему «Дальневосточные проблемы в американо-индийских отношениях (1950—1953 гг.)», получил научную степень кандидата исторических наук и приступил к педагогической деятельности. В 1973—1991 годах Винник был заместителем заведующего кафедрой Института общественных наук при ЦК КПСС.
Проживал в Москве, умер 27 мая 1995 года, похоронен в закрытом колумбарии Ваганьковского кладбища.

## Награды и звания
- Медаль «Золотая Звезда» Героя Советского Союза № 7994 (26.10.1944).[4]
- Орден Ленина (26.10.1944).[4]
- орден Александра Невского[5]
- Орден Отечественной войны 1 степени (18.08.1943)[6]
- Орден Отечественной войны 1 степени (11.03.1985)[7]

- - медали, в том числе:

- - «В ознаменование 100-летия со дня рождения Владимира Ильича Ленина» (6 апреля 1970)
  - «За победу над Германией в Великой Отечественной войне 1941—1945 гг.» (9.5.1945)
  - «20 лет Победы в Великой Отечественной войне 1941—1945 гг.» (7 мая 1965[8])
  - «30 лет Победы в Великой Отечественной войне 1941—1945 гг.»[9]
  - Медаль «Сорок лет Победы в Великой Отечественной войне 1941—1945 гг.»[10]
  - Юбилейная медаль «50 лет Победы в Великой Отечественной войне 1941—1945 гг.»[11]
  - «Ветеран труда»
  - «30 лет Советской Армии и Флота»[12]
  - «40 лет Вооружённых Сил СССР»[13]
  - «50 лет Вооружённых Сил СССР» (26 декабря 1967[14])
  - «60 лет Вооружённых Сил СССР» (28 января 1978[15])

- Знак «25 лет победы в Великой Отечественной войне» (1970)
- Почётный гражданин Бреста[2].

## Память

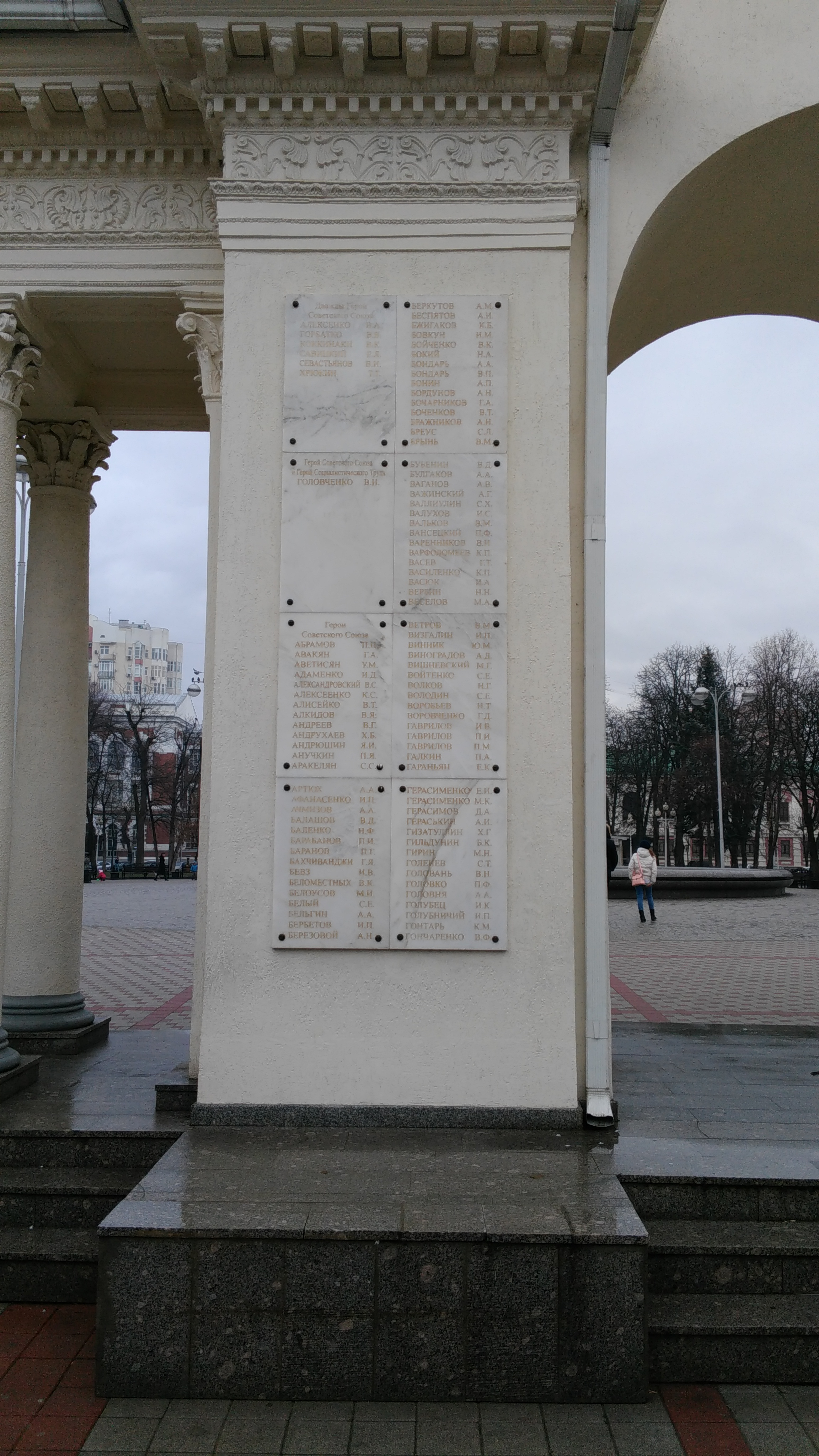
Имя Героя на мемориальной арке в Краснодаре (А-Г)

- Имя Героя увековечено на мемориальной арке в Краснодаре.
- Имя Героя высечено золотыми буквами в зале Славы Центрального музея Великой Отечественной войны в Парке Победы города Москвы.

- На могиле героя установлен надгробный памятник.
- В июне 2009 г. решением Брестского городского исполнительного комитета в честь Ю. М. Винника названа одна из улиц микрорайона «Южный»[1].
- В фондах Брестского областного краеведческого музея хранятся его воспоминания о боях за освобождение Бреста[1].